# (1942) Jablunka
(1942) Jablunka (aussi nommé 1972 SA) est un astéroïde de la ceinture principale, découvert le 30 septembre 1972 par Luboš Kohoutek à Bergedorf, en Allemagne. 
Il a été nommé d'après la localité tchèque de Jablůnka.